# Idar Norstrand
Idar Olav Norstrand (* 14. Februar 1915 in Bergen, Hordaland; † 8. September 1986) war ein norwegischer Gewerkschaftsfunktionär und Politiker der Arbeiderpartiet, der unter anderem zwischen 1964 und 1965 Minister für Löhne und Preise in der Regierung Gerhardsen IV war.

## Leben
Norstrand, Sohn des Brandmeisters Mikal Norstrand und von Karoline Ingebrigtsen Hilland, war nach dem Schulbesuch von 1934 bis 1941 als Postbote in Bergen tätig. Zugleich begann er Ende der 1930er Jahre sein politisches Engagement und war zwischen 1938 und 1940 sowohl Vorsitzender des Jugendverbandes der Arbeiderpartiet AUF (Arbeidernes Ungdomsfylking) in Bergen als auch zeitgleich Sekretär des Vorstandes der dortigen Arbeiderpartiet. Aufgrund seiner Tätigkeiten in der Untergrundbewegung während der deutschen Besatzung Norwegens floh er 1941 nach Schweden und war dort bis 1945 Abteilungsleiter bei der norwegischen Legation in Stockholm.
Nach dem Ende des Zweiten Weltkrieges kehrte Norstrand nach Norwegen zurück und war zwischen 1946 und 1951 Vorsitzender der Postgewerkschaft (Norsk Postforbund). Danach von 1951 bis 1957 Leiter des Sekretariats der Gewerkschaft der Staatsbediensteten (Statstjenestemannskartellet) sowie zugleich zwischen 1953 und 1957 Vorsitzender des Verbandes der Gewerkschaftsfunktionäre (Norsk Funksjonærsamband), ehe er von 1957 bis 1982 Leiter der Personalabteilung der Postdirektion war. Neben dieser hauptberuflichen Tätigkeit engagierte er sich zwischen 1961 und 1963 als Vorsitzender des Kooperationsausschusses für die Zusammenarbeit zwischen Renten- und Sozialversicherungsträgern.
Bei einer Regierungsumbildung am 20. Januar 1964 wurde Norstrand von Ministerpräsident Einar Gerhardsen als Minister für Löhne und Preise (Lønns- og prisminister) in dessen vierte Regierung berufen und bekleidete dieses Amt bis zum Ende von Gerhardsens Amtszeit am 12. Oktober 1965. 
Später war Norstrand von 1967 bis 1971 Vorsitzender des Ausschusses für die Organisation der Postdirektion sowie in Personalunion zwischen 1967 und 1974 Vorsitzender der Rationalisierungsrates der Postdirektion. Zuletzt wurde er 1975 Mitglied des Staatlichen Lohnausschusses, dem er bis 1983 angehörte.